# Варивода Антін
Анті́н Вариво́да (10 січня 1869, Серет, Буковина — 12 березня 1936, Відень) — командант Легіону Українських Січових Стрільців; полковник Української Галицької Армії.

## Життєпис
Народився в місті Серет на Буковині.
Закінчив австрійську старшинську школу. З початку Першої світової війни очолював сотню в австрійському війську.
З 16 березня до 30 вересня 1916 року в званні підполковника (оберст-лейтенанта) австро-угорської армії був командантом Легіону Українських Січових Стрільців.
Під час польсько-української війни (1918—1919) — полковник УГА. Призначений членом ліквідаційної комісії, займався поверненням вояків-українців з Австрії та Італії на батьківщину. У 1920 р. командував бригадою інтернованих вояків УГА в м. Ліберець (Чехословаччина) та Яблонне (Німеччина).
Проживав у Відні, де й помер 12 березня 1936 року.

## Латература
- Науменко К. Є. Варивода Антін // Енциклопедія історії України : у 10 т. / редкол.: В. А. Смолій (голова) та ін. ; Інститут історії України НАН України. — К. : Наукова думка, 2003. — Т. 1 : А — В. — С. 435. — ISBN 966-00-0734-5.
- Слободян В. М. Українські дерев'яні церкви в рисунках Антона Вариводи. — Видавництво Українського Католицького Університету, 2020. — 312 с.